# Tetrastemma graeffei
Tetrastemma graeffei är en djurart som tillhör fylumet slemmaskar, och som först beskrevs av Diesing 1863.  Tetrastemma graeffei ingår i släktet Tetrastemma och familjen Tetrastemmatidae. Inga underarter finns listade i Catalogue of Life.